# 蒲野部村
蒲野部村（かものべそん）は、鳥取県気高郡にあった自治体である。1896年（明治29年）3月31日までは高草郡に属した。

## 概要
現在の鳥取市菖蒲・服部・野寺に当たり、千代川下流左岸の沖積地に位置した。
村名は菖蒲の「蒲」、野寺の「野」、服部の「部」から取った合成地名である。
藩政時代は高草郡古海郷に属する菖蒲村、および味野郷に属する服部村・野寺村があった。
菖蒲には奈良時代前期に高草郡郡司因幡氏ゆかりの寺といわれる薬師寺が建立され後に菖蒲山座光寺と改名、現在は菖蒲廃寺跡として残る。地名はその薬師寺の池のショウブに由来するとも細流を意味するショウズに関係があるとも伝えられる。
服部は古代に機織の技をもった服部に、また野寺は古寺の旧寺号に由来する。

## 沿革
- 1881年（明治14年）9月12日 - 鳥取県再置。
- この間、古海村に置かれた連合戸長役場の管轄区域となる。
- 1889年（明治22年）9月21日 - 菖蒲村・服部村・野寺村が合併して蒲野部村が発足[3]。
- 1889年（明治22年）10月1日 - 町村制施行。旧村名を継承した3大字を編成し、海徳村との組合役場を海徳村大字古海村に設置[3]。
- 1896年（明治29年）4月1日 - 郡制の施行により、高草郡・気多郡の区域をもって気高郡が発足し、気高郡蒲野部村となる。
- 1917年（大正6年）10月1日 - 海徳村と合併して大正村が発足。同日蒲野部村廃止[3]。

## 行政
- 歴代村長（蒲野部村海徳村組合村長）については海徳村を参照。

## 教育
- 服部校 - 1898年（明治31年）11月、古海小学（現・鳥取市立大正小学校）に統合[3]